# Yatsuko Tan'ami
Yatsuko Tan'ami (丹阿弥谷津子 Tan'ami Yatsuko?, n. 25 iunie 1924, Tokyo⁠(d), Tōkyō, Japonia) este o actriță japoneză de film și televiziune.

## Biografie

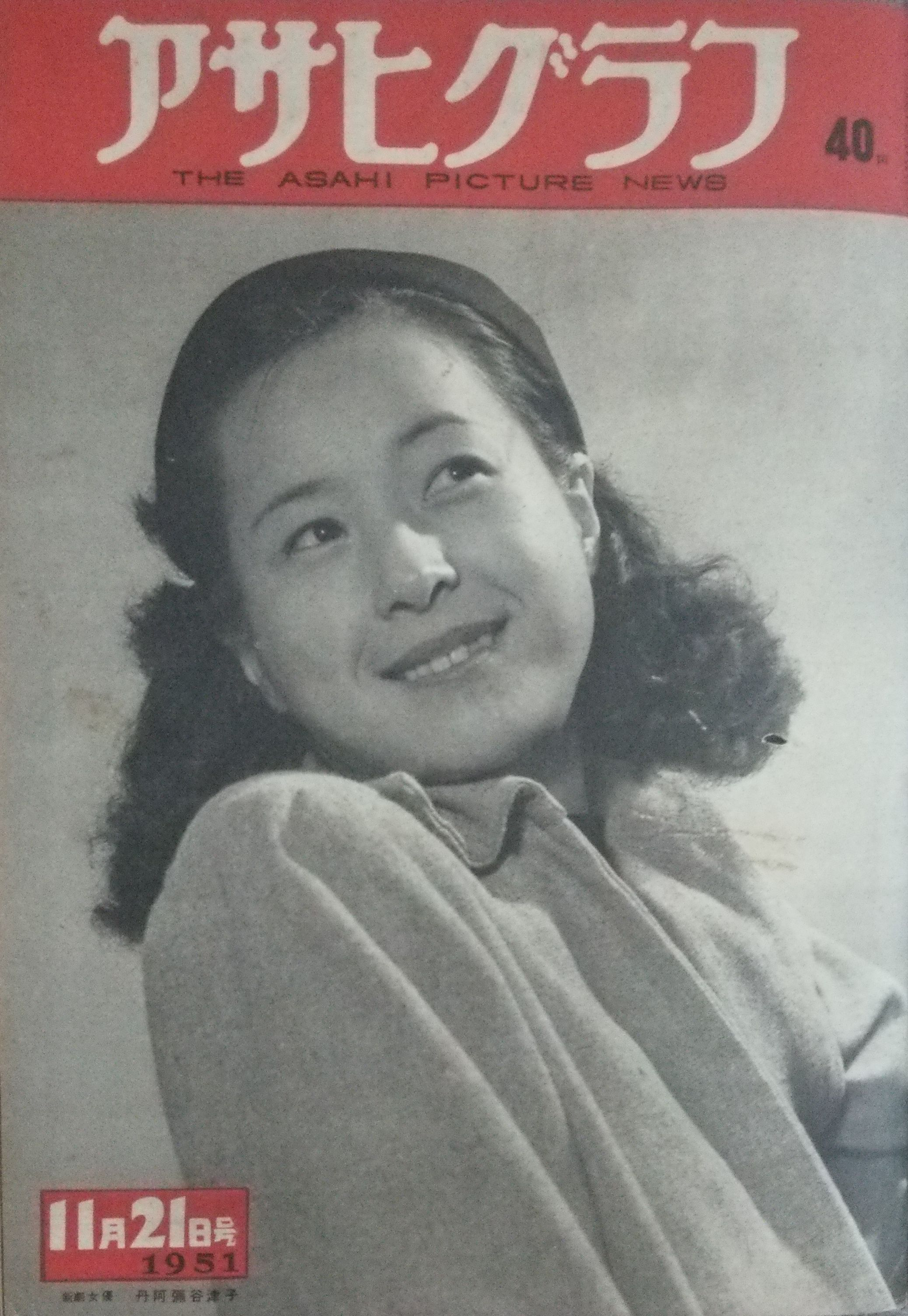
Yatsuko Tan'ami pe coperta unei reviste din 1951.

Yatsuko Tan'ami a fost căsătorită cu actorul japonez Nobuo Kaneko (1923-1995).
A apărut în aproape cincizeci de filme între 1952 și 2006.

## Filmografie selectivă

### Filme de cinema
- 1952: Les Fossettes de Tokyo (東京のえくぼ Tokyo no ekubo?), regizat de Shūe Matsubayashi - Nobuko Kawakami
- 1952: Vivre (生きる Ikiru?), regizat de Akira Kurosawa - damă de companie de la bar[3]
- 1953: Épouse (妻 Tsuma?), regizat de Mikio Naruse - Fusako Sawara
- 1953: Eaux troubles (にごりえ Nigorie?), regizat de Tadashi Imai - Harada Seki
- 1954: Sunetul muntelui (山の音 Yama no oto?), regizat de Mikio Naruse - Ikeda[4]
- 1954: Haha no hatsukoi (母の初恋?), regizat de Seiji Hisamatsu
- 1955: Ejima Ikushima (絵島生島?), regizat de Hideo Ōba - Ienobu
- 1956: Kodomo no me, regizat de Yoshirō Kawazu
- 1957: Une femme indomptable (あらくれ Arakure?), regizat de Mikio Naruse
- 1958: Le Banquet des fleurs (春高樓の花の宴 Haru kōrō no hana no en?), regizat de Teinosuke Kinugasa - Shizue Kaneda
- 1958: Une femme d'Osaka (大阪の女 Ōsaka no onna?), regizat de Teinosuke Kinugasa - Otae
- 1959: Femme de champion (最高殊勲夫人 Saikō shukun fujin?), regizat de Yasuzō Masumura - Momoko Mihara
- 1959: Notre amour (「通夜の客」より　わが愛 Waga ai?), regizat de Heinosuke Gosho
- 1960: Rêves de printemps (春の夢 Haru no yume?), regizat de Keisuke Kinoshita - Tamiko Okudaira
- 1961: Comme épouse et comme femme (妻として女として Tsuma to shite onna to shite?), regizat de Mikio Naruse - Hanae
- 1962: La Place de la femme (女の座 Onna no za?), regizat de Mikio Naruse
- 1962: Démangeaisons (爛 Tadare?), regizat de Yasuzō Masumura - Yukiko
- 1962: Sabakareru Echizen no kami, regizat de Tokuzō Tanaka - Onui
- 1962: Le Journal d'un vieux fou (瘋癲老人日記 Fūten rōjin nikki?), regizat de Keigo Kimura - Mutsuko
- 1963: La Maison de la honte (五番町夕霧楼 Gobanchō yūgirirō?), regizat de Tomotaka Tasaka - Hisako
- 1963: Zoku ōsho (続・王将?), regizat de Jun'ya Satō
- 1964: Geisha gakkō (芸者学校?), regizat de Keigo Kimura
- 1964: Le Magnat (傷だらけの山河 Kizudarake no sanga?), regizat de Satsuo Yamamoto - Kaneko Yokota
- 1964: Les Plus Belles Escroqueries du monde - Hisako
- 1967: Nani wa naku tomo zen'in shūgō!!, regizat de Yūsuke Watanabe
- 1967: La Femme du docteur Hanaoka (華岡青洲の妻 Hanaoka Seishū no tsuma?), regizat de Yasuzō Masumura - soția lui Saheiji
- 1967: Zansetsu (残雪?), regizat de Katsumi Nishikawa - Mitsuyo Shinjo
- 1968: Hitori okami, regizat de Kazuo Ikehiro
- 1974: La Vie d'une courtisane (あさき夢みし Asaki yumemishi?), regizat de Akio Jissōji
- 1979: Yashagaike (夜叉ケ池?), regizat de Masahiro Shinoda - infirmieră
- 1986: Uemura Naomi monogatari (植村直己物語?), regizat de Jun'ya Satō - Hatsu Uemura
- 1987: Hei no naka no korinai menmen, regizat de Azuma Morisaki
- 1989: Tsuribaka nisshi 2, regizat de Tomio Kuriyama
- 1991: Tsuribaka nisshi 4, regizat de Tomio Kuriyama - Hisae Suzuki
- 1993: Tsuribaka nisshi 6, regizat de Tomio Kuriyama
- 2006: San-nen migomoru, regizat de Miako Tadano - Aki

### Filme de televiziune
- 1961: Ore wa shiranai
- 1961: Kiken na shamen
- 1962: Takasebune
- 1966: Kawa no hotori de - Tennoji
- 1976: Kaze to kumo to niji to
- 1980: Ikenaka Genta 80 kilo - Harue
- 1981: Kazunomiya sama otome
- 1981: Haha taru koto wa jigoku no gotoku - Sawako
- 1984: Aoi hitomi no seiraifu
- 1988: Kaseifu ha mita! 6
- 1996: Futarikko
- 2008: Saigo no senpan

## Legături externe
- Yatsuko Tan'ami la Internet Movie Database
- Yatsuko Tan'ami pe Japanese Movie Database